# Neoserica ukereweana
Neoserica ukereweana är en skalbaggsart som beskrevs av Moser 1920. Neoserica ukereweana ingår i släktet Neoserica och familjen Melolonthidae. Inga underarter finns listade i Catalogue of Life.